# 枋寮庄
枋寮庄為臺灣日治時期1920年至1945年間存在之行政區，轄屬高雄州潮州郡。今屏東縣枋寮鄉。

## 行政區劃

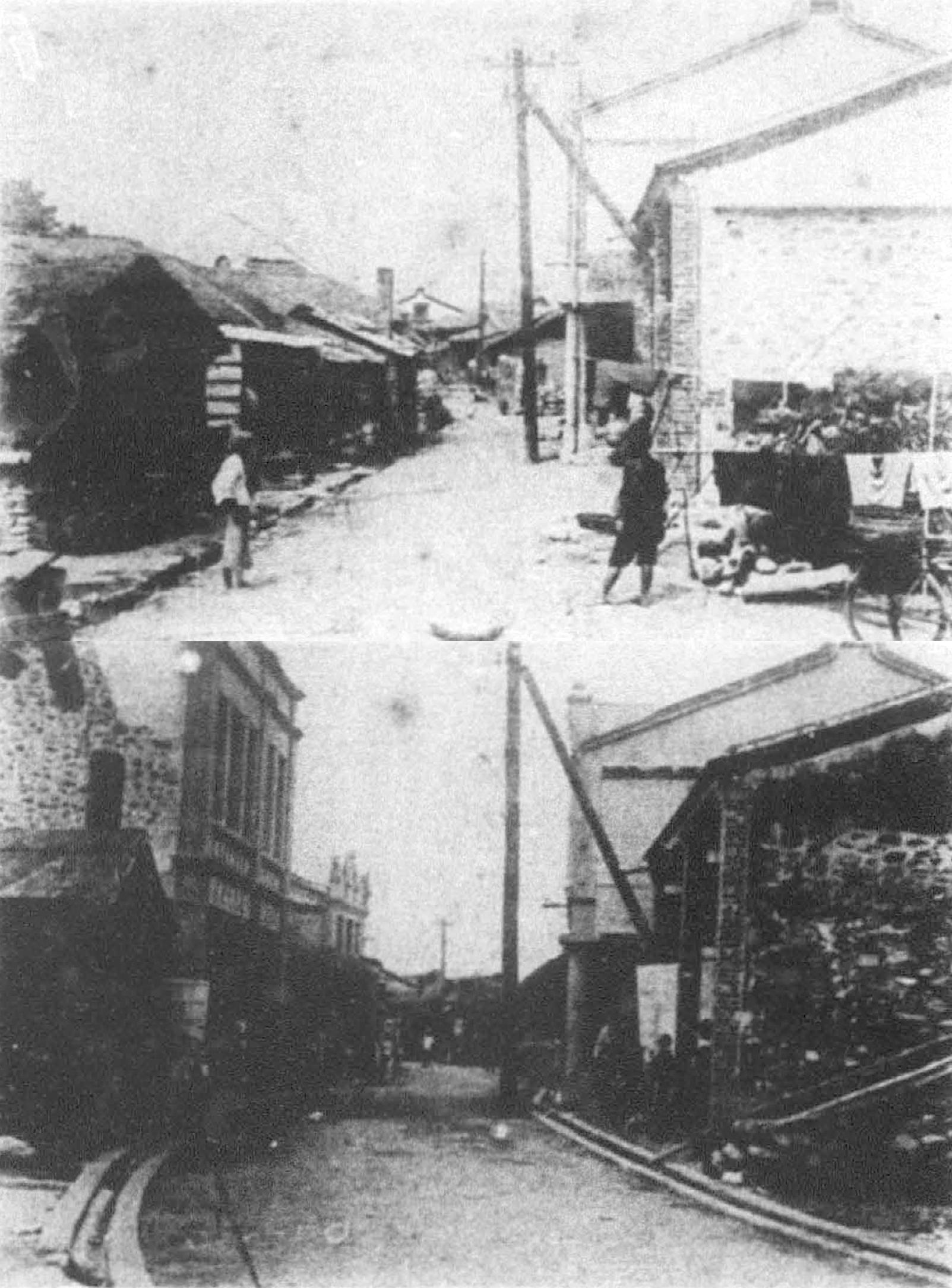
枋寮北勢寮街景

枋寮地區在清代屬港東下里，在1897年5月隸屬於「鳳山縣枋藔辨務署」。1898年6月18日，鳳山縣併入「臺南縣」，而枋藔辨務署被併入「東港辨務署」。1900年11月15日，枋寮地區分為「枋藔區、水底藔區」。1901年11月11日，臺灣的行政區劃改為二十廳，臺南縣被裁撤，阿猴、東港辨務署合併為阿猴廳，枋寮地區隸屬於「阿猴廳枋藔支廳」。1904年4月13日，阿猴廳將原有街庄整併。1905年3月，阿猴廳改稱「阿緱廳」。枋寮地區在1910年的劃分如下：
- 枋藔區
  - 港東下里：枋藔庄、內藔庄、新開庄
- 水底藔區
  - 港東下里：水底藔庄、番仔崙庄、北旗尾庄、大庄、大响營庄

1920年10月1日，原堡里鄉澚之行政區廢除，街庄社改為大字，而枋藔支廳改為高雄州潮州郡枋寮庄，轄域內分為枋寮、內寮、新開、水底寮、番子崙、北旗尾、大庄、大响營等8個大字，枋寮大字下有「枋寮」、「北勢寮」小字名。
二戰後，枋寮庄改為「高雄縣潮州區枋寮鄉」。1950年10月1日，改為「屏東縣枋寮鄉」。
| 1900年   | 1900年   | 1900年                             | 1920年 | 1920年 | 現在   |
| 堡里     | 區       | 街庄社                             | 街庄   | 大字   | 鄉鎮   |
| -------- | -------- | ---------------------------------- | ------ | ------ | ------ |
| 港東下里 | 枋藔區   | 枋藔街、北勢藔庄                   | 枋寮庄 | 枋寮   | 枋寮鄉 |
| 港東下里 | 枋藔區   | 內藔庄、蜈蜞溝庄、瓦磘新庄、頂營庄 | 枋寮庄 | 內寮   | 枋寮鄉 |
| 港東下里 | 枋藔區   | 新開庄、中庄                       | 枋寮庄 | 新開   | 枋寮鄉 |
| 港東下里 | 枋藔區   | 大晌營庄、隘藔營庄                 | 枋寮庄 | 大响營 | 枋寮鄉 |
| 港東下里 | 水底藔區 | 水底藔庄、烏良庄、小北旗尾庄       | 枋寮庄 | 水底寮 | 枋寮鄉 |
| 港東下里 | 水底藔區 | 番仔崙庄、大武力庄                 | 枋寮庄 | 番子崙 | 枋寮鄉 |
| 港東下里 | 水底藔區 | 大北旗尾庄                         | 枋寮庄 | 北旗尾 | 枋寮鄉 |
| 港東下里 | 水底藔區 | 大庄、下藔庄、粟屈庄               | 枋寮庄 | 大庄   | 枋寮鄉 |

## 區、庄長
- 枋藔區長
  - 董興：1910~1920年
- 水底藔區
  - 陳吉六：1910~1920年
- 枋寮庄長
  - 李水來：1920~1926年
  - 曾大目：1927~1934年
  - 伊藤良藏：1935~1941年
  - 草野安二：1942~1945年[6]

## 設施
- 枋寮庄役場
- 枋寮郵便局
- 枋寮車站（1941年通車）
- 枋寮消費市場
- 水底寮消費市場
- 警察機關
  - 潮州郡役所警察課枋寮分室
  - 枋寮警察官吏派出所
  - 水底寮警察官吏派出所
  - 北旗尾警察官吏派出所
- 佳冬飛行場
- 陸軍爆擊射擊場
- 枋寮公會堂
- 水底寮公會堂

- 枋寮公學校→枋寮國民學校（今枋寮國小）
- 枋寮公學校北旗尾分教場→北旗尾國民學校（今東海國小）
- 水底寮公學校→水底寮國民學校（今建興國小）

- 枋寮信用購買利用組合（今枋寮地區農會）
- 臺灣製糖株式會社大响營農場
- 南雄運輸株式會社
- 新榮發潮恆自動車株式會社
- 榮興合名會社[7]

## 名勝舊跡

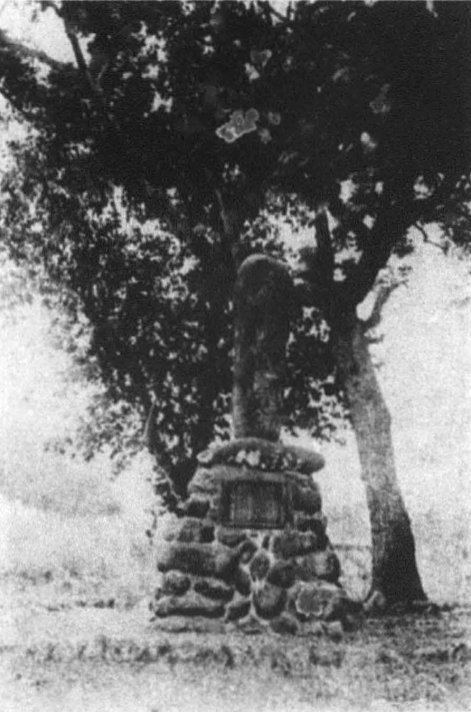
枋寮乃木希典上陸紀念碑

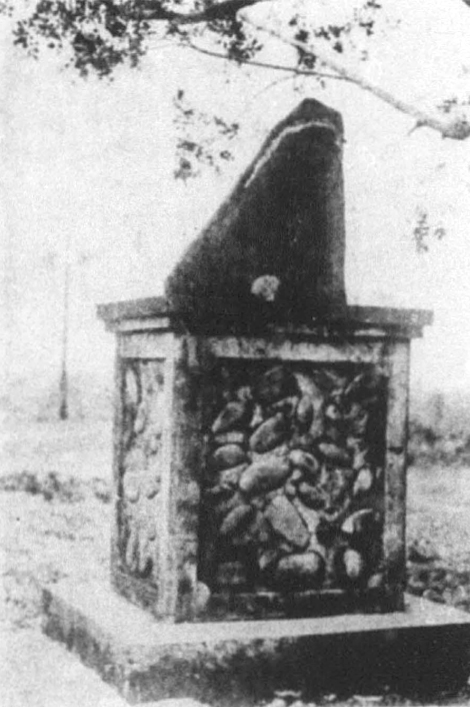
枋寮守備隊駐屯紀念碑

- 米粉埔（枋寮公學校至大武力一帶的海岸，為1895年10月乃木希典登陸地）
- 詔忠祠（白軍營淮軍義塚）
- 大响營石頭營
- 內寮頂營
- 乃木將軍上陸紀念碑
- 枋寮守備隊駐屯紀念碑
- 守備隊兵墓地（枋寮庄麻油角共同墓地）[7]

## 名物
- 鰡魚（烏魚）[7]